# TUBB8
La proteína tubulina beta-8 es un subtipo de la familia de tubulinas beta. Está codificada por el gen con el mismo nombre, TUBB8. La tubulina es el mayor constituyente de los microtúbulos. Se une a dos moléculas de GTP, una en un sitio de unión intercambiable de la cadena beta y otra en un sitio de unión fijo de la cadena alfa. TUBB8 tiene un rol crítico en el ensamblaje del huso mitótico y maduración del ovocito.

## Relevancia clínica
Enfermedades asociadas con mutaciones en TUBB8 incluyen OOMD2 (Oocyte Maturation Defect 2) e infertilidad femenina por arresto meiótico del ovocito.